# Władimir Kadocznikow
Władimir Dmitrijewicz Kadocznikow (ros. Владимир Дмитриевич Кадочников; ur. 23 czerwca 1943 w Kamieńsku Uralskim, zm. 31 grudnia 2015) – radziecki i rosyjski polityk, deputowany do Dumy Państwowej 3 kadencji.
1960-1966 modelarz w zakładach maszynowych w Swierdłowsku, 1965 ukończył Uralski Instytut Politechniczny. 1966-1968 inżynier-technolog, 1968-1972 sekretarz komitetu Komsomołu, 1972-1975 szef biura technicznego, zastępca szefa wydziału i główny metalurg. 1975-1978 sekretarz fabrycznego komitetu partyjnego, 1978-1983 I sekretarz, potem II sekretarz Komitetu Rejonowego KPZR w Swierdłowsku, 1983-1990 I sekretarz Komitetu Miejskiego KPZR w Swierdłowsku. 1985-1990 deputowany do Rady Najwyższej Rosyjskiej FSRR, 1990-1991 I sekretarz Komitetu Obwodowego KPZR w Swierdłowsku i członek KC KPZR, 1990-1993 deputowany ludowy Federacji Rosyjskiej. 
Po rozpadzie ZSRR polityk Komunistycznej Partii Federacji Rosyjskiej, kierownik jej oddziału w Jekaterynburgu, 1997-2004 członek jej KC. 1992-1996 zastępca dyrektora AO "Urałmied´", generalny dyrektor AO Koncern "Russkaja piecz", 1996-2000 zastępca dyrektora Swierdłowskiej Filii Naukowo-Badawczego i Konstruktorskiego Instytutu Energetyki Ministerstwa Energii Atomowej Federacji Rosyjskiej. 19 grudnia 1999 został wybrany deputowanym do Dumy Państwowej 3 kadencji (do grudnia 2003). 2004-2008 deputowany Obwodowej Dumy w Jekaterynburgu. 2004 brał udział w X Zjeździe partii komunistycznej, na którym został odsunięty od stanowiska sekretarza obwodowego komitetu partii w Jekaterynburgu, a 27 czerwca 2005 został wykluczony z partii. 2008 wszedł do pierwszej trójki listy wyborczej partii Sprawiedliwa Rosja. Odznaczony Orderem Czerwonego Sztandaru Pracy i Orderem „Znak Honoru”.